# ۴-پایپریدینون

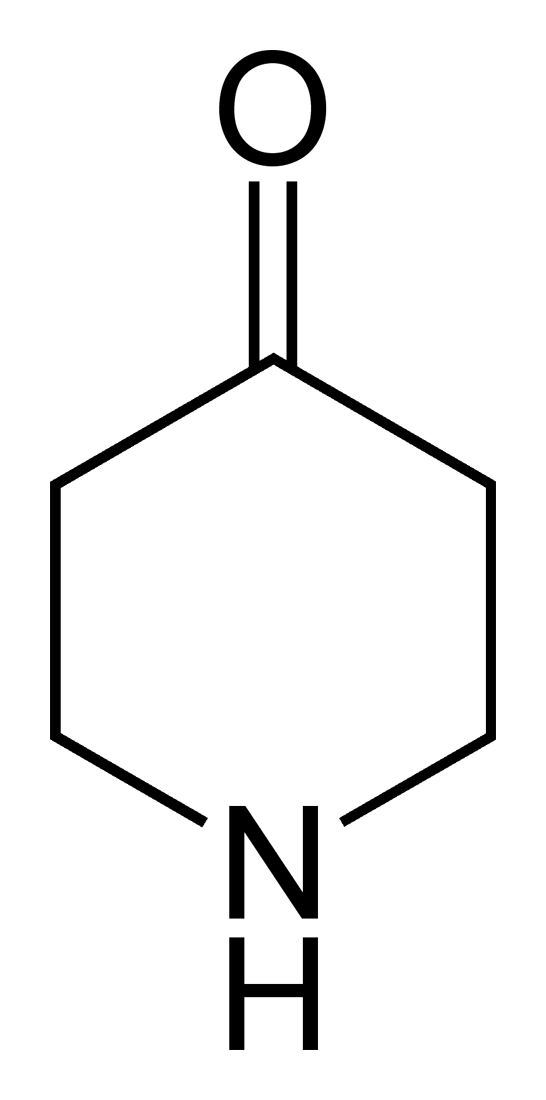
ساختار شیمیایی ۴-پایپریدینون

۴-پایپریدینون (به انگلیسی: ۴-Piperidinone) با فرمول شیمیایی C۵H۹NO یک ترکیب شیمیایی  است. که جرم مولی آن ۹۹٫۱۳  گرم بر مول می‌باشد. 